# Soto (Sullana)
Soto es una localidad peruana ubicada en el distrito de Miguel Checa, perteneciente a la provincia de Sullana del departamento de Piura, al norte del Perú. En el 2017 tenía una población de 8 habitantes.